# Eliezer Gruenbaum
Eliezer Gruenbaum (Warschau, 27 november 1908 – Jeruzalem, 22 mei 1948) was een Poolse communist van Joodse afkomst. Tijdens de Tweede Wereldoorlog was hij kapo in het vernietigingskamp Auschwitz.

## Levensloop
Gruenbaum was de tweede zoon van de Joods-Poolse politicus Yitzhak Gruenbaum. Op 16-jarig leeftijd werd hij lid van de illegaal verklaarde Communistische Partij van Polen. Om die reden werd hij in 1929 veroordeeld tot een celstraf van 4,5 jaar. Na twee jaar wist hij te ontsnappen en vluchtte naar de Franse hoofdstad Parijs.
Vanuit Parijs gaf Gruenbaum een krant uit gericht op Poolse arbeiders. Hij vocht aan Republikeinse zijde mee tijdens de Spaanse Burgeroorlog. Terug in Frankrijk werd hij gearresteerd en beschuldigd van opruiing. 
Na de Duitse aanval op Frankrijk voegde Gruenbaum zich bij het Poolse Leger in Frankrijk, en later weer bij het Franse verzet. In 1942 werd hij gearresteerd vanwege zijn communistische achtergrond en naar het concentratiekamp Auschwitz gestuurd. In Auschwitz kreeg Gruenbaum de functie van kapo. Eind 1943 werd hij overgebracht naar Jawiszowice waar hij werkte in de kolenmijnen. Het einde van de oorlog maakte Gruenbaum mee in Buchenwald.
Na de oorlog keerde Gruenbaum terug naar Frankrijk. Daar werd hij gevangengezet op de beschuldiging van collaboratie. Na een proces van acht maanden werd seponeerde de rechtbank de zaak omdat noch de verdachte, noch een van de slachtoffers over de Franse nationaliteit beschikte. Zijn oorlogsverleden was wel reden genoeg voor de Communistische Partij in zowel Frankrijk als Polen om hem uit te sluiten.
Met behulp van zijn vader emigreerde Eliezer Gruenbaum in 1946 naar Palestina. Zijn vader was in de jaren dertig al geëmigreerd en vervulde inmiddels een prominente functie had binnen de Joodse gemeenschap in Palestina. Hij werd de eerste minister van Binnenlandse Zaken.
Gruenbaum overleed op 22 mei 1948 tijdens de Arabisch-Israëlische Oorlog. Hij kwam om tijdens gevechten om de kibboets Ramat Rachel. In 1952 werden zijn herinneringen over zijn periode als kapo gepubliceerd in het herinneringsboek Scrolls of Fire. Dit wordt als bijzonder beschouwd aangezien geen andere kapo zijn oorlogsherinneringen op papier heeft gesteld.